# Карбонилфторид
Карбонилфторид (оксофторид углерода, дифторфосген, дифторангидрид угольной кислоты) — органическое соединение, имеющее химическую формулу COF2. Как и его аналог фосген, это бесцветный токсичный газ с резким запахом. Молекула карбонилфторида имеет симметрию групп C2v.
Применяется в органическом синтезе.

## Получение и свойства
Карбонилфторид может быть получен из фосгена в результате реакции последнего с фтороводородом или фторидами щелочных металлов, или окислением угарного газа при введении фтора в его молекулу. Сделано это может быть, к примеру, фторидом серебра(II).
{\displaystyle {\mathsf {CO+2AgF_{2}\rightarrow COF_{2}\uparrow +2AgF}}}
Другие способы синтеза карбонилфторида:
- реакция фосгена со фторидом натрия или фторидом сурьмы(V) в ацетонитриле;
- реакция оксида углерода с фтором;
- реакция оксида серы(VI) с CF2Br2 в присутствии солей ртути.
- разложение тетрафторметана с его последующим окислением кислорода воздуха при 1100 °C.

Карбонилфторид является стабильным соединением только в сухом воздухе. Даже при небольших примесях паров воды он легко гидролизуется до фтороводорода и углекислого газа.
Легко реагирует с нуклеофильными реагентами:
{\displaystyle {\mathsf {COF_{2}{\xrightarrow[{}]{ROH}}ROCOF{\xrightarrow[{}]{ROH}}(RO)_{2}CO}}}
{\displaystyle {\mathsf {COF_{2}{\xrightarrow[{}]{R_{2}NH}}R_{2}NCOF{\xrightarrow[{}]{R_{2}NH}}R_{2}NCONR_{2}}}}
Со фторалкенами карбонилфторид в присутствии фторид-ионов образует фторангидриды и кетоны:
{\displaystyle {\mathsf {COF_{2}{\xrightarrow[{}]{CF_{3}CF{\text{=}}CF_{2}}}(CF_{3})_{2}CFCOF{\xrightarrow[{}]{CF_{3}CF{\text{=}}CF_{2}}}[(CF_{3})_{2}CF]_{2}CO}}}

## Токсичность
ПДК карбонилфторида 0,5 мг/м3 (обязателен контроль фтора). Карбонилфторид приблизительно в 5 раз менее токсичен, чем фосген.